# Élections municipales de 2026 dans la Marne
Pour un article plus général, voir Élections municipales françaises de 2026.
Les élections municipales dans la Marne sont prévues en mars 2026. Cette page ne traite que les communes de 3 000 habitants et plus dans la Marne.

## Résultats à l'échelle du département

### Maires sortants et maires élus
| Commune                | Population (en 2022) | Maire sortant(e)    | Parti | Parti | Maire élu(e) | Parti | Parti |
| ---------------------- | -------------------- | ------------------- | ----- | ----- | ------------ | ----- | ----- |
| Aÿ-Champagne           | 5 148                | Dominique Collard   |       | DVG   |              |       |       |
| Bétheny                | 7 030                | Alain Wanschoor     |       | PS    |              |       |       |
| Bezannes               | 4 456                | Dominique Potar     |       | SE    |              |       |       |
| Blancs-Coteaux         | 3 120                | Pascal Perrot       |       | LR    |              |       |       |
| Châlons-en-Champagne   | 43 218               | Benoist Apparu      |       | DVD   |              |       |       |
| Cormontreuil           | 6 454                | Jean Marx           |       | DVG   |              |       |       |
| Épernay                | 22 022               | Christine Mazy      |       | DVD   |              |       |       |
| Fagnières              | 4 886                | Denis Fenat         |       | LÉ    |              |       |       |
| Fismes                 | 5 884                | Charles Gossard     |       | DVG   |              |       |       |
| Montmirail             | 3 551                | Étienne Dhuicq      |       | LR    |              |       |       |
| Mourmelon-le-Grand     | 4 984                | Pascal Jaloux       |       | DVD   |              |       |       |
| Reims                  | 178 478              | Arnaud Robinet      |       | HOR   |              |       |       |
| Saint-Brice-Courcelles | 3 546                | Évelyne Quentin     |       | DVG   |              |       |       |
| Saint-Memmie           | 5 439                | Sylvie Butin        |       | LR    |              |       |       |
| Sainte-Menehould       | 4 166                | Bertrand Courot     |       | RE    |              |       |       |
| Sézanne                | 4 679                | Sacha Hewak         |       | DVG   |              |       |       |
| Suippes                | 3 898                | François Collart    |       | DVD   |              |       |       |
| Tinqueux               | 10 662               | Jean-Pierre Fortuné |       | LR    |              |       |       |
| Vitry-le-François      | 11 349               | Jean-Pierre Bouquet |       | PS    |              |       |       |
| Witry-lès-Reims        | 4 958                | Michel Keller       |       | DVD   |              |       |       |

### Résultats en nombre de maires
| Partis       | Partis           | Maires sortants | Maires élus | Évolution |
| ------------ | ---------------- | --------------- | ----------- | --------- |
|              | Divers droite    | 5               |             |           |
|              | Les Républicains | 4               |             |           |
| Total droite | Total droite     | 9               |             |           |
|              | Divers gauche    | 5               |             |           |
|              | Parti socialiste | 2               |             |           |
|              | Les Écologistes  | 1               |             |           |
| Total gauche | Total gauche     | 8               |             |           |
|              | Horizons         | 1               |             |           |
|              | Renaissance      | 1               |             |           |
| Total centre | Total centre     | 2               |             |           |
|              | Sans étiquette   | 1               |             |           |
| Total        | Total            | 20              | 20          | -         |

## Résultats dans les communes de plus de 3 000 habitants

### Aÿ-Champagne
- Maire sortant : Dominique Collard (DVG)
- 33 sièges à pourvoir au conseil municipal (population légale 2022 : 5 148 habitants)
- 13 sièges à pourvoir au conseil communautaire (CC de la Grande Vallée de la Marne)

| Tête de liste | Tête de liste | Parti(s) | Nuance | Premier tour | Premier tour | Second tour | Second tour | Sièges | Sièges |
| Tête de liste | Tête de liste | Parti(s) | Nuance | Voix         | %            | Voix        | %           | CM     | CC     |
| ------------- | ------------- | -------- | ------ | ------------ | ------------ | ----------- | ----------- | ------ | ------ |

### Bétheny
- Maire sortant : Alain Wanschoor (PS)
- 29 sièges à pourvoir au conseil municipal (population légale 2022 : 7 030 habitants)
- 2 sièges à pourvoir au conseil communautaire (Grand Reims)

| Tête de liste            | Tête de liste    | Parti(s) | Nuance | Premier tour | Premier tour | Second tour | Second tour | Sièges | Sièges |
| Tête de liste            | Tête de liste    | Parti(s) | Nuance | Voix         | %            | Voix        | %           | CM     | CC     |
| ------------------------ | ---------------- | -------- | ------ | ------------ | ------------ | ----------- | ----------- | ------ | ------ |
|                          | Alain Wanschoor, | PS       |        |              |              |             |             |        |        |
|                          |                  |          |        |              |              |             |             |        |        |
| Exprimés                 |                  |          |        |              |              |             |             |        |        |
| Votes blancs             |                  |          |        |              |              |             |             |        |        |
| Votes nuls               |                  |          |        |              |              |             |             |        |        |
| Total                    | Total            | Total    | Total  |              | 100          |             | 100         | 29     | 2      |
| Absentions               |                  |          |        |              |              |             |             |        |        |
| Inscrits / participation |                  |          |        |              |              |             |             |        |        |

### Bezannes
- Maire sortant : Dominique Potar (SE)
- 27 sièges à pourvoir au conseil municipal (population légale 2022 : 4 456 habitants)
- 1 siège à pourvoir au conseil communautaire (Grand Reims)

| Tête de liste | Tête de liste | Parti(s) | Nuance | Premier tour | Premier tour | Second tour | Second tour | Sièges | Sièges |
| Tête de liste | Tête de liste | Parti(s) | Nuance | Voix         | %            | Voix        | %           | CM     | CC     |
| ------------- | ------------- | -------- | ------ | ------------ | ------------ | ----------- | ----------- | ------ | ------ |

### Blancs-Coteaux
- Maire sortant : Pascal Perrot (LR)
- 27 sièges à pourvoir au conseil municipal (population légale 2022 : 3 120 habitants)
- 4 sièges à pourvoir au conseil communautaire (CA Épernay, Coteaux et Plaine de Champagne)

| Tête de liste | Tête de liste | Parti(s) | Nuance | Premier tour | Premier tour | Second tour | Second tour | Sièges | Sièges |
| Tête de liste | Tête de liste | Parti(s) | Nuance | Voix         | %            | Voix        | %           | CM     | CC     |
| ------------- | ------------- | -------- | ------ | ------------ | ------------ | ----------- | ----------- | ------ | ------ |

### Châlons-en-Champagne
- Maire sortant : Benoist Apparu (DVD)
- 43 sièges à pourvoir au conseil municipal (population légale 2022 : 43 218 habitants)
- 35 sièges à pourvoir au conseil communautaire (CA de Châlons-en-Champagne)

| Tête de liste | Tête de liste | Parti(s) | Nuance | Premier tour | Premier tour | Second tour | Second tour | Sièges | Sièges |
| Tête de liste | Tête de liste | Parti(s) | Nuance | Voix         | %            | Voix        | %           | CM     | CC     |
| ------------- | ------------- | -------- | ------ | ------------ | ------------ | ----------- | ----------- | ------ | ------ |

### Cormontreuil
- Maire sortant : Jean Marx (DVG)
- 29 sièges à pourvoir au conseil municipal (population légale 2022 : 6 454 habitants)
- 2 sièges à pourvoir au conseil communautaire (Grand Reims)

| Tête de liste | Tête de liste | Parti(s) | Nuance | Premier tour | Premier tour | Second tour | Second tour | Sièges | Sièges |
| Tête de liste | Tête de liste | Parti(s) | Nuance | Voix         | %            | Voix        | %           | CM     | CC     |
| ------------- | ------------- | -------- | ------ | ------------ | ------------ | ----------- | ----------- | ------ | ------ |

### Épernay
- Maire sortante : Christine Mazy (DVD)
- 35 sièges à pourvoir au conseil municipal (population légale 2022 : 22 022 habitants)
- 30 sièges à pourvoir au conseil communautaire (CA Épernay, Coteaux et Plaine de Champagne)

| Tête de liste            | Tête de liste   | Parti(s) | Nuance | Premier tour | Premier tour | Second tour | Second tour | Sièges | Sièges |
| Tête de liste            | Tête de liste   | Parti(s) | Nuance | Voix         | %            | Voix        | %           | CM     | CC     |
| ------------------------ | --------------- | -------- | ------ | ------------ | ------------ | ----------- | ----------- | ------ | ------ |
|                          | Christine Mazy, | DVD      |        |              |              |             |             |        |        |
|                          |                 |          |        |              |              |             |             |        |        |
| Exprimés                 |                 |          |        |              |              |             |             |        |        |
| Votes blancs             |                 |          |        |              |              |             |             |        |        |
| Votes nuls               |                 |          |        |              |              |             |             |        |        |
| Total                    | Total           | Total    | Total  |              | 100          |             | 100         | 35     | 30     |
| Absentions               |                 |          |        |              |              |             |             |        |        |
| Inscrits / participation |                 |          |        |              |              |             |             |        |        |

### Fagnières
- Maire sortant : Denis Fenat (LÉ)
- 27 sièges à pourvoir au conseil municipal (population légale 2022 : 4 886 habitants)
- 4 sièges à pourvoir au conseil communautaire (CA de Châlons-en-Champagne)

| Tête de liste | Tête de liste | Parti(s) | Nuance | Premier tour | Premier tour | Second tour | Second tour | Sièges | Sièges |
| Tête de liste | Tête de liste | Parti(s) | Nuance | Voix         | %            | Voix        | %           | CM     | CC     |
| ------------- | ------------- | -------- | ------ | ------------ | ------------ | ----------- | ----------- | ------ | ------ |

### Fismes
- Maire sortant : Charles Gossard (DVG)
- 29 sièges à pourvoir au conseil municipal (population légale 2022 : 5 884 habitants)
- 2 sièges à pourvoir au conseil communautaire (Grand Reims)

| Tête de liste            | Tête de liste    | Parti(s) | Nuance | Premier tour | Premier tour | Second tour | Second tour | Sièges | Sièges |
| Tête de liste            | Tête de liste    | Parti(s) | Nuance | Voix         | %            | Voix        | %           | CM     | CC     |
| ------------------------ | ---------------- | -------- | ------ | ------------ | ------------ | ----------- | ----------- | ------ | ------ |
|                          | Charles Gossard, | DVG      |        |              |              |             |             |        |        |
|                          |                  |          |        |              |              |             |             |        |        |
| Exprimés                 |                  |          |        |              |              |             |             |        |        |
| Votes blancs             |                  |          |        |              |              |             |             |        |        |
| Votes nuls               |                  |          |        |              |              |             |             |        |        |
| Total                    | Total            | Total    | Total  |              | 100          |             | 100         | 29     | 2      |
| Absentions               |                  |          |        |              |              |             |             |        |        |
| Inscrits / participation |                  |          |        |              |              |             |             |        |        |

### Montmirail
- Maire sortant : Étienne Dhuicq (LR)
- 27 sièges à pourvoir au conseil municipal (population légale 2022 : 3 551 habitants)
- 16 sièges à pourvoir au conseil communautaire (CC de la Brie champenoise)

| Tête de liste            | Tête de liste   | Parti(s) | Nuance | Premier tour | Premier tour | Second tour | Second tour | Sièges | Sièges |
| Tête de liste            | Tête de liste   | Parti(s) | Nuance | Voix         | %            | Voix        | %           | CM     | CC     |
| ------------------------ | --------------- | -------- | ------ | ------------ | ------------ | ----------- | ----------- | ------ | ------ |
|                          | Étienne Dhuicq, | LR       |        |              |              |             |             |        |        |
|                          |                 |          |        |              |              |             |             |        |        |
| Exprimés                 |                 |          |        |              |              |             |             |        |        |
| Votes blancs             |                 |          |        |              |              |             |             |        |        |
| Votes nuls               |                 |          |        |              |              |             |             |        |        |
| Total                    | Total           | Total    | Total  |              | 100          |             | 100         | 27     | 16     |
| Absentions               |                 |          |        |              |              |             |             |        |        |
| Inscrits / participation |                 |          |        |              |              |             |             |        |        |

### Mourmelon-le-Grand
- Maire sortant : Pascal Jaloux (DVD)
- 27 sièges à pourvoir au conseil municipal (population légale 2022 : 4 984 habitants)
- 4 sièges à pourvoir au conseil communautaire (CA de Châlons-en-Champagne)

| Tête de liste | Tête de liste | Parti(s) | Nuance | Premier tour | Premier tour | Second tour | Second tour | Sièges | Sièges |
| Tête de liste | Tête de liste | Parti(s) | Nuance | Voix         | %            | Voix        | %           | CM     | CC     |
| ------------- | ------------- | -------- | ------ | ------------ | ------------ | ----------- | ----------- | ------ | ------ |

### Reims
- Maire sortant : Arnaud Robinet (HOR)
- 59 sièges à pourvoir au conseil municipal (population légale 2022 : 178 478 habitants)
- 59 siège à pourvoir au conseil communautaire (Grand Reims)

| Tête de liste            | Tête de liste       | Parti(s) | Nuance | Premier tour | Premier tour | Second tour | Second tour | Sièges | Sièges |
| Tête de liste            | Tête de liste       | Parti(s) | Nuance | Voix         | %            | Voix        | %           | CM     | CC     |
| ------------------------ | ------------------- | -------- | ------ | ------------ | ------------ | ----------- | ----------- | ------ | ------ |
|                          | À déterminer,       | LFI      |        |              |              |             |             |        |        |
|                          | Anne-Sophie Frigout | RN-LAF   |        |              |              |             |             |        |        |
|                          |                     |          |        |              |              |             |             |        |        |
| Exprimés                 |                     |          |        |              |              |             |             |        |        |
| Votes blancs             |                     |          |        |              |              |             |             |        |        |
| Votes nuls               |                     |          |        |              |              |             |             |        |        |
| Total                    | Total               | Total    | Total  |              | 100          |             | 100         | 59     | 59     |
| Absentions               |                     |          |        |              |              |             |             |        |        |
| Inscrits / participation |                     |          |        |              |              |             |             |        |        |

### Saint-Brice-Courcelles
- Maire sortante : Évelyne Quentin (DVG)
- 27 sièges à pourvoir au conseil municipal (population légale 2022 : 3 546 habitants)
- 2 sièges à pourvoir au conseil communautaire (Grand Reims)

| Tête de liste | Tête de liste | Parti(s) | Nuance | Premier tour | Premier tour | Second tour | Second tour | Sièges | Sièges |
| Tête de liste | Tête de liste | Parti(s) | Nuance | Voix         | %            | Voix        | %           | CM     | CC     |
| ------------- | ------------- | -------- | ------ | ------------ | ------------ | ----------- | ----------- | ------ | ------ |

### Saint-Memmie
- Maire sortante : Sylvie Butin (LR)
- 29 sièges à pourvoir au conseil municipal (population légale 2022 : 5 439 habitants)
- 4 sièges à pourvoir au conseil communautaire (CA de Châlons-en-Champagne)

| Tête de liste | Tête de liste | Parti(s) | Nuance | Premier tour | Premier tour | Second tour | Second tour | Sièges | Sièges |
| Tête de liste | Tête de liste | Parti(s) | Nuance | Voix         | %            | Voix        | %           | CM     | CC     |
| ------------- | ------------- | -------- | ------ | ------------ | ------------ | ----------- | ----------- | ------ | ------ |

### Sainte-Menehould
- Maire sortant : Bertrand Courot (RE), ne se représente pas[2].
- 27 sièges à pourvoir au conseil municipal (population légale 2022 : 4 166 habitants)
- 21 sièges à pourvoir au conseil communautaire (CC de l'Argonne Champenoise)

| Tête de liste | Tête de liste | Parti(s) | Nuance | Premier tour | Premier tour | Second tour | Second tour | Sièges | Sièges |
| Tête de liste | Tête de liste | Parti(s) | Nuance | Voix         | %            | Voix        | %           | CM     | CC     |
| ------------- | ------------- | -------- | ------ | ------------ | ------------ | ----------- | ----------- | ------ | ------ |

### Sézanne
- Maire sortant : Sacha Hewak (DVG)
- 27 sièges à pourvoir au conseil municipal (population légale 2022 : 4 679 habitants)
- 15 sièges à pourvoir au conseil communautaire (CC de Sézanne Sud-Ouest Marnais)

| Tête de liste | Tête de liste | Parti(s) | Nuance | Premier tour | Premier tour | Second tour | Second tour | Sièges | Sièges |
| Tête de liste | Tête de liste | Parti(s) | Nuance | Voix         | %            | Voix        | %           | CM     | CC     |
| ------------- | ------------- | -------- | ------ | ------------ | ------------ | ----------- | ----------- | ------ | ------ |

### Suippes
- Maire sortant : François Collart (DVD)
- 27 sièges à pourvoir au conseil municipal (population légale 2022 : 3 898 habitants)
- 17 sièges à pourvoir au conseil communautaire (CC de la Région de Suippes)

| Tête de liste            | Tête de liste     | Parti(s) | Nuance | Premier tour | Premier tour | Second tour | Second tour | Sièges | Sièges |
| Tête de liste            | Tête de liste     | Parti(s) | Nuance | Voix         | %            | Voix        | %           | CM     | CC     |
| ------------------------ | ----------------- | -------- | ------ | ------------ | ------------ | ----------- | ----------- | ------ | ------ |
|                          | François Collart, | DVD      |        |              |              |             |             |        |        |
|                          |                   |          |        |              |              |             |             |        |        |
| Exprimés                 |                   |          |        |              |              |             |             |        |        |
| Votes blancs             |                   |          |        |              |              |             |             |        |        |
| Votes nuls               |                   |          |        |              |              |             |             |        |        |
| Total                    | Total             | Total    | Total  |              | 100          |             | 100         | 27     | 17     |
| Absentions               |                   |          |        |              |              |             |             |        |        |
| Inscrits / participation |                   |          |        |              |              |             |             |        |        |

### Tinqueux
- Maire sortant : Jean-Pierre Fortuné (LR)
- 33 sièges à pourvoir au conseil municipal (population légale 2022 : 10 662 habitants)
- 3 sièges à pourvoir au conseil communautaire (Grand Reims)

| Tête de liste | Tête de liste | Parti(s) | Nuance | Premier tour | Premier tour | Second tour | Second tour | Sièges | Sièges |
| Tête de liste | Tête de liste | Parti(s) | Nuance | Voix         | %            | Voix        | %           | CM     | CC     |
| ------------- | ------------- | -------- | ------ | ------------ | ------------ | ----------- | ----------- | ------ | ------ |

### Vitry-le-François
- Maire sortant : Jean-Pierre Bouquet (PS)
- 33 sièges à pourvoir au conseil municipal (population légale 2022 : 11 349 habitants)
- 26 sièges à pourvoir au conseil communautaire (CC de Vitry, Champagne et Der)

| Tête de liste | Tête de liste | Parti(s) | Nuance | Premier tour | Premier tour | Second tour | Second tour | Sièges | Sièges |
| Tête de liste | Tête de liste | Parti(s) | Nuance | Voix         | %            | Voix        | %           | CM     | CC     |
| ------------- | ------------- | -------- | ------ | ------------ | ------------ | ----------- | ----------- | ------ | ------ |

### Witry-lès-Reims
- Maire sortant : Michel Keller (DVD)
- 27 sièges à pourvoir au conseil municipal (population légale 2022 : 4 958 habitants)
- 2 sièges à pourvoir au conseil communautaire (Grand Reims)

| Tête de liste | Tête de liste | Parti(s) | Nuance | Premier tour | Premier tour | Second tour | Second tour | Sièges | Sièges |
| Tête de liste | Tête de liste | Parti(s) | Nuance | Voix         | %            | Voix        | %           | CM     | CC     |
| ------------- | ------------- | -------- | ------ | ------------ | ------------ | ----------- | ----------- | ------ | ------ |